# Stora Ålö

Stora Ålö är en ö i Gryts socken, Östergötland, Valdemarsviks kommun, i norra delen av Valdemarsvikens mynning. Ön är genom landhöjningen sammanväxt med Bokö, och tillsammans har öarna en yta av 6,54 kvadratkilometer.
Fornlämningar visar att människor vistats på ön under mycket lång tid, men först under medeltiden fick Stora Ålö en fast bosättning. Ön omtalas Kung Valdemars segelled som passerade i sundet mellan Bokö och Stora Ålö. 1615 bodde 4 personer på Stora Ålö, 1703 17 personer, 1820 33 personer, 1860 42 personer och 1871 56 personer. Därefter har antalet bofast minskat. 1900 bodde 48 personer på ön och efter andra världskriget minskade befolkningen snabbt. 2012 fanns två fastboende hushåll på ön. Antalet fritidshus på ön har dock ökat.